# Salute
Salute is een Amerikaanse dramafilm uit 1929 onder regie van John Ford en David Butler. De film werd destijds in Nederland uitgebracht onder de titel Saluut.

## Verhaal
John Randall is een cadet in West Point. Zijn broer Paul is adelborst in Annapolis. Ze worden beiden verliefd op hetzelfde meisje.

## Rolverdeling
| Acteur           | Personage                     |
| ---------------- | ----------------------------- |
| George O'Brien   | Cadet John Randall            |
| Helen Chandler   | Nancy Wayne                   |
| William Janney   | Adelborst Paul Randall        |
| Stepin Fetchit   | Smoke Screen                  |
| Frank Albertson  | Adelborst Albert Edward Price |
| Joyce Compton    | Marian Wilson                 |
| David Butler     | Trainer                       |
| Lumsden Hare     | Admiraal John Randall         |
| Clifford Dempsey | Generaal-majoor Somers        |
| Ward Bond        | Harold                        |